# Nebbia in agosto (romanzo)
Nebbia in agosto (titolo tedesco Nebel im August) è un libro del 2008 scritto da Robert Domes, tratto dalla storia vera del quattordicenne jenisch Ernst Lossa ucciso con due iniezioni letali durante la seconda fase dell'eutanasia nazista.

## Trama
Nel 2002, Domes inizia a studiare la vita di Ernst Lossa, un ragazzo di etnia jenisch, nomadi che viaggiavano nella Germania meridionale. Ernst fu separato dai suoi genitori nel 1933 e considerato irrecuperabile, venne dapprima mandato nell'orfanotrofio nel 1942, da lì trasferito in un riformatorio e all'età di dodici anni spostato in manicomio. Lì fu ucciso nel 1944 all'età di 14 anni con il sovradosaggio di morfina scopolamina, una delle più di 200.000 vittime del programma di eutanasia sotto il nazionalsocialismo. 
Domes descrisse la vita di Ernst Lossa in questo romanzo, che fu pubblicato da CBT (Random House) nel 2008 come libro per ragazzi. Attualmente introdotto come lettura nelle scuole, il libro ha ricevuto numerosi riconoscimenti. 
Nel 2016 è stato realizzato un adattamento cinematografico diretto dal regista tedesco Kai Wessel. Il film drammatico Nebel im August è stato distribuito nelle sale tedesche a settembre 2016; ha fatto parte della lista delle 8 pellicole tedesche scelte per concorrere all'Oscar al miglior film in lingua straniera nel 2017 senza essere selezionato.